# Nyelvi babona
A nyelvi babona kifejezés Szepesy Gyula nyomán terjedt el Nyelvi babonák című könyve révén (Gondolat, Budapest, 1986), és olyan, nyelvhelyességgel kapcsolatos babonákra, hiedelmekre utal, amelyeknek nincs valós alapjuk, mégis sokan hisznek bennük (a városi legendákhoz hasonlóan). A Magyar értelmező kéziszótár második kiadása szerint „a nyelv hézagos ismeretén, a nyelvtani szabályok félreértésén vagy önkényes értelmezésén alapuló téves (nyelvhelyességi) szabály”.
Egyik legismertebb ilyen babona az, hogy a „meg van csinálva" kifejezés magyartalan, germanizmus (ennek alátámasztására szokták felhozni „a macska fel van mászva a fára” mondatot, amely valóban hibás, de csak azért, mert tárgyatlan igét tesz passzív szerkezetbe).
Szepesy tucatnyi példával támasztja alá, hogy ez a szerkezet a magyar nyelvben ősidők óta jelen van (a 14. századi Jókai-kódextől Kosztolányiig és tovább), s a tőrőlmetszett népnyelvben, népmesékben is előfordul, valamint a legkiválóbb nyelvtudósok is sokszor éltek vele. Kiderül továbbá, hogy e szerkezet elkerülése egyéb, valóban hibás, erőltetett alakokhoz vezethet. Az említett szerkezet helyességének feltétele, hogy annak a cselekvés, történés eredményére kell utalnia. A kocka el van vetve például az eredményre utal, ezért tökéletes és kifogástalan mondatnak kell tekintenünk.
Bővebben lásd: „tötö” nyelv.
A könyvben kb. húsz hasonló tévhitet tisztáz a szerző. (A kötet azóta a magyar szakos hallgatók kötelező irodalmába tartozik.)
- Nyelvi babonák (böngészhető és letölthető formában)

## A nyelvi mítosz
A nyelvi babonától meg lehet különböztetni a nyelvi mítosz fogalmát. Ez a nyelvi babonánál…
bizonyos értelemben tágabb, más értelemben pedig szűkebb. Tágabb, mert nemcsak a különféle nyelvi jelenségek, folyamatok „helyességével” kapcsolatos elítélő vélemények nevezhetők mítosznak, hanem más nyelvi vonatkozású, laikusi vélekedések is (…). Ugyanakkor szűkebb fogalom is a nyelvi babonáénál, mert mítosznak csupán azokat a nyelvi vonatkozású hiedelmeket nevezzük, amelyeket nemcsak a nyelvművelők szűk köre hirdet, hanem mintegy részei az adott közösség kultúrájának, vagyis a laikus beszélők is ismerik őket, beszélnek róluk, hisznek bennük (vö. Bauer–Trudgill 1998, XVI). A nyelvi mítoszok befolyásolhatják a laikus beszélők nyelvi viselkedését, így akár nyelvi változások megindulásához vagy megerősödéséhez is hozzájárulhatnak. Mint egyéb mítoszoké, erejük abban áll, hogy az emberek nem kérdőjelezik meg, s nem is elemzik őket (Langman–Lanstyák 2000, 56). A nyelvi mítoszok egy részének a nyelvészek, nyelvművelők a forrásai, más részük maguktól a laikus beszélőktől ered. A nyelvészek, nyelvművelők által meg nem kérdőjelezett laikusi vélemények aztán szakmai tekintéllyel felruházva, „tudományos” köntösben kerülnek vissza a laikus beszélőkhöz. Föltehető, hogy ezek tartják magukat a legcsökönyösebben, ezek hamis mivoltáról a legnehezebb meggyőzni a hétköznapi beszélőket.